# Jazzenzo
Jazzenzo is een Nederlands jazz-e-zine dat zich richt op Nederlandse musici, maar ook op internationale muzikanten. Eigenaar van het internetmagazine is Erno Elsinga, die zelf ook piano studeerde.
Jazzenzo publiceert artikelen, interviews, concertrecensies, concertaankondigingen, cd-besprekingen, opinies, humoristische verhalen, reisverslagen van musici en jazznieuws.
Volgens het e-zine wordt de website elke dag 2000 keer bezocht.
Jazzenzo werd in 2011 genomineerd voor een Dutch Jazz Media Award.